# Вальднаб
Вальднаб (нем. Waldnaab) — река в Германии (Бавария, Верхний Пфальц) и Чехии (Карловарский край). При слиянии с Хайденабом образует Наб. Несудоходен. Длина реки 99,1 км (из них по Чехии 1,6 км), площадь бассейна 972,42 км².
Река берёт начало на немецко-чешской границе в Верхнепфальцском лесу недалеко от горы Наб (853 м). Источник находится на территории района Тиршенройт, неподалёку от лыжной базы Зильберхютте (нем. Silberhütte). В верховье река носит название Тиршенройтер-Вальднаб (Tirschenreuther Waldnaab). Из истока река протекает по немецкой территории всего три метра, после чего она под названием Лесни-Наба (чеш. Lesní Nába) делает километровый крюк через западную Чехию и, снова пересекая границу, достигает Бернау. Здесь река резко поворачивает на запад, чтобы чуть севернее Плёсберга наполнить водохранилище Либенштайн (88 га). После изгиба на север, река достигает Тиршенройта, где снова поворачивает на запад.
На берегу реки в Фалькенберге расположена крепость Фалькенберг.